# Pozoblanco
Pozoblanco és un municipi de la província de Còrdova a la comunitat autònoma d'Andalusia, a la comarca de Los Pedroches.

## Geografia
És el municipi amb major nombre d'habitants de la meitat nord de la província -zona formada per les comarques de Los Pedroches i de la Vall del Guadiato-, seguit per Peñarroya-Pueblonuevo (Valle del Guadiato) amb 12.171 habitantes i Villanueva de Córdoba (Los Pedroches) amb 9.719 habitants.
Pozoblanco és la capital econòmica i administrativa de la comarca de la Vall de Los Pedroches, segona comarca d'Andalusia en extensió. Té un hospital comarcal que és el principal centre sanitari de la zona nord de Còrdova, i és cap del partit judicial.

## Demografia
| 1900   | 1910   | 1920   | 1930   | 1940   | 1950   | 1960   | 1970   | 1981   |
| ------ | ------ | ------ | ------ | ------ | ------ | ------ | ------ | ------ |
| 12.792 | 13.825 | 17.653 | 15.843 | 16.702 | 14.703 | 16.020 | 13.317 | 13.612 |

| 1991   | 1996   | 1998   | 1999   | 2000   | 2001   | 2002   | 2003   | 2004   | 2005   |
| ------ | ------ | ------ | ------ | ------ | ------ | ------ | ------ | ------ | ------ |
| 15.445 | 16.042 | 16.223 | 16.218 | 16.282 | 16.408 | 16.545 | 16.612 | 16.759 | 16.996 |

| 2006   | 2007   |
| ------ | ------ |
| 17.219 | 17.307 |

## Història
Sembla probable que l'origen de Pozoblanco igual que d'altres poblacions properes com ara Villanueva de Córdoba, se situï al voltant de mitjan segle xiv, a conseqüència de la fugida d'habitants del veí Pedroche arran de la pesta. D'altres hipòtesis apunten que atès que els habitants de Pedroche havien de pasturar en terres cada vegada més allunyades de la ciutat, en comptes d'acudir cada dia al poble formaven nuclis petits, on feien la vida diària, així aquests nuclis van créixer i van formar els diversos pobles de la comarca, entre ells Pozoblanco.
De bell començament els primers establiments van sorgir al barri del "Pozo Viejo" (Pou Vell), a rampeu d'un turó, i al voltant d'un pou, que segons la tradició s'havia tornat blanc de resultes dels fems de gallines, essent aquest l'origen del nom del poble, el qual és representat també a l'escut municipal. Inicialment Pozoblanco va dependre administrativament de Pedroche fins que, pels volts del 1478, obté el títol de Vila, possiblement de mans dels Reis Catòlics. A l'època medieval la història de Pozoblanco va lligada a la de les Set Viles dels Pedroches (Pedroche, Torremilano, Torrecampo, Pozoblanco, Villanueva de Còrdova, Alcaracejos i Añora) fins al 1836, que s'esdevé el trencament d'aquesta comunitat i les terres comunals són repartides entre aquests pobles. Pozoblanco obté el títol de ciutat de mans d'Alfons XIII el 22 d'abril del 1923.
El gentilici popular de tarugo prové de l'antic comerç que les gents d'aquesta ciutat feien amb llenya. La distribuïen amb camió pels pobles dels environs, i en arribar a algun poble tocaven la botzina per a vendre la mercaderia. La gent, tan bon punt els sentien arribar, sortien per les finestres tot avisant-se'n els uns als altres, i cridaven: «¡¡Ya vienen los tarugos!!», bo i referint-se als buscalls de fusta (els susdits tarugos) Al capdavall van quedar amb aquell nom tots els de la ciutat.
El 26 de setembre del 1984 a la plaça del municipi, Francisco Rivera Paquirri, compartint cartell amb el Yiyo i el Soro, va ser enganxat pel brau Avispado, de la ramaderia de Sayalero i Bandrés. L'enganxada li va estripar les venes ilíaca, safena i femoral.

## Esports

### Ral·li
L'Escuderia Sierra Morena de Pozoblanco composta per afeccionats al ral·li i pilots organitza proves automobilístiques arreu de tota la zona de la Vall de Los Pedroches. Se n'han disputades dues de cronometrades del Campionat d'Andalusia de Cronometrades, un Rallysprint del Campionat d'Andalusia de Ral·lis, i dos Ral·lis del Campionat d'Espanya de Ral·lis de Terra. A més a més, col·labora activament en altres proves automobilístiques que es porten a terme a Andalusia.

### Tennis
A Pozoblanco té lloc l'Open Diputació Ciutat de Pozoblanco, quart millor campionat de tennis d'Espanya d'àmbit internacional després del Comte de Godó. Sol celebrar-se a les primeries del mes de juliol a les instal·lacions del Poliesportiu Municipal. És la major competició esportiva d'elit disputada a la localitat, i la més important del tennis a tot Andalusia. És organitzat pel Club Esportiu Open de Tennis «Ciutat de Pozoblanco», actualment independent del Club de Tennis Pozoblanco.
Tanmateix, la formació és responsabilitat de l'Escola Municipal de Tennis, aquesta sí integrada dins el Club de Tennis Pozoblanco.

### Bàsquet
El bàsquet a Pozoblanco és dirigit per dues entitats corelacionades: l'Escola Municipal de Bàsquet i el Club Promeses de Bàsquet de Pozoblanco.
L'Escola Municipal s'encarrega de la formació base, i abasta des dels primers anys fins a la categoria infantil (12 anys). Un cop els joves deixen enrere la modalitat minibàsquet, la responsabilitat passa a ser del Club Promeses de Bàsquet de Pozoblanco.

### Handbol
La secció d'handbol, s'integra en el Club Handbol Pozoblanco. Compta amb un potent equip que milita en la Divisió d'Honor B, el PRASA Pozoblanco. Aquesta categoria és la segona divisió en importància, només superada per la Lliga ASOBAL, en la qual va competir la temporada 96/97.
La formació és responsabilitat de l'Escola Municipal d'Handbol.

### Futbol
El Club Deportivo Pozoblanco, equip de futbol de la localitat, és un equip semiprofessional que milita en el Grup X de la Tercera Divisió Espanyola.
L'Escola Municipal de Futbol Base de Pozoblanco s'encarrega de la formació en aquest esport.

## Persones il·lustres
- Juan Ginés de Sepúlveda, humanista del segle xvi i cronista oficial de l'emperador Carles V.
- Juan Fernández Franco, escriptor del segle xvi.
- Marcos Redondo Valencia, famós cantant líric.

## Ciutats agermanades
- Le Mée-sur-Seine, França